# Grand Prix automobile d'Australie 1989
GP précédent GP suivant
Le Grand Prix automobile d'Australie 1989 (Foster's Australian Grand Prix), disputé sur le circuit urbain d'Adélaïde en Australie le 5 novembre 1989, est la cinquième édition du Grand Prix, la 484e épreuve de l'histoire du championnat du monde de Formule 1 courue depuis 1950 et la seizième et dernière manche du championnat 1989.

## Course

### Classement de la course
| Pos. | No | Pilote                | Écurie                | Tours | Temps/Abandon                      | Grille | Points |
| ---- | -- | --------------------- | --------------------- | ----- | ---------------------------------- | ------ | ------ |
| 1    | 5  | Thierry Boutsen       | Williams-Renault      | 70    | 2 h 00 min 17 s 421 (131,981 km/h) | 5      | 9      |
| 2    | 19 | Alessandro Nannini    | Benetton-Ford         | 70    | + 28 s 658                         | 4      | 6      |
| 3    | 6  | Riccardo Patrese      | Williams-Renault      | 70    | + 37 s 683                         | 6      | 4      |
| 4    | 12 | Satoru Nakajima       | Lotus-Judd            | 70    | + 42 s 331                         | 23     | 3      |
| 5    | 20 | Emanuele Pirro        | Benetton-Ford         | 68    | + 2 tours                          | 13     | 2      |
| 6    | 23 | Pierluigi Martini     | Minardi-Ford          | 67    | + 3 tours                          | 3      | 1      |
| 7    | 15 | Mauricio Gugelmin     | March-Judd            | 66    | + 4 tours                          | 25     |        |
| 8    | 8  | Stefano Modena        | Brabham-Judd          | 64    | + 6 tours                          | 8      |        |
| Abd. | 10 | Eddie Cheever         | Arrows-Ford           | 42    | Moteur                             | 22     |        |
| Abd. | 37 | Jyrki Järvilehto      | Onyx-Ford             | 27    | Panne électrique                   | 17     |        |
| Abd. | 26 | Olivier Grouillard    | Ligier-Ford           | 22    | Accident                           | 24     |        |
| Abd. | 11 | Nelson Piquet         | Lotus-Judd            | 19    | Collision                          | 18     |        |
| Abd. | 18 | Piercarlo Ghinzani    | Osella-Ford           | 18    | Collision                          | 21     |        |
| Abd. | 27 | Nigel Mansell         | Ferrari               | 17    | Accident                           | 7      |        |
| Abd. | 1  | Ayrton Senna          | McLaren-Honda         | 13    | Collision                          | 1      |        |
| Abd. | 21 | Alex Caffi            | BMS Dallara-Ford      | 13    | Accident                           | 10     |        |
| Abd. | 16 | Ivan Capelli          | March-Judd            | 13    | Radiateur                          | 16     |        |
| Abd. | 22 | Andrea De Cesaris     | BMS Dallara-Ford      | 12    | Sortie de piste                    | 9      |        |
| Abd. | 7  | Martin Brundle        | Brabham-Judd          | 12    | Collision                          | 12     |        |
| Abd. | 9  | Derek Warwick         | Arrows-Ford           | 7     | Accident                           | 20     |        |
| Abd. | 28 | Gerhard Berger        | Ferrari               | 6     | Collision                          | 14     |        |
| Abd. | 30 | Philippe Alliot       | Larrousse-Lamborghini | 6     | Collision                          | 19     |        |
| Abd. | 4  | Jean Alesi            | Tyrrell-Ford          | 5     | Allumage                           | 15     |        |
| Abd. | 25 | René Arnoux           | Ligier-Ford           | 4     | Moteur                             | 26     |        |
| Abd. | 17 | Nicola Larini         | Osella-Ford           | 0     | Panne électrique                   | 11     |        |
| Abd. | 2  | Alain Prost           | McLaren-Honda         | 0     | Retrait volontaire                 | 2      |        |
| Nq.  | 3  | Jonathan Palmer       | Tyrrell-Ford          |       | Non qualifié                       |        |        |
| Nq.  | 24 | Luis Pérez-Sala       | Minardi-Ford          |       | Non qualifié                       |        |        |
| Nq.  | 39 | Bertrand Gachot       | Rial-Ford             |       | Non qualifié                       |        |        |
| Nq.  | 38 | Pierre-Henri Raphanel | Rial-Ford             |       | Non qualifié                       |        |        |
| Npq. | 36 | Stefan Johansson      | Onyx-Ford             |       | Non préqualifié                    |        |        |
| Npq. | 29 | Michele Alboreto      | Larrousse-Lamborghini |       | Non préqualifié                    |        |        |
| Npq. | 34 | Bernd Schneider       | Zakspeed-Yamaha       |       | Non préqualifié                    |        |        |
| Npq. | 31 | Roberto Moreno        | Coloni-Ford           |       | Non préqualifié                    |        |        |
| Npq. | 33 | Oscar Larrauri        | Eurobrun-Judd         |       | Non préqualifié                    |        |        |
| Npq. | 35 | Aguri Suzuki          | Zakspeed-Yamaha       |       | Non préqualifié                    |        |        |
| Npq. | 41 | Yannick Dalmas        | AGS-Ford              |       | Non préqualifié                    |        |        |
| Npq. | 40 | Gabriele Tarquini     | AGS-Ford              |       | Non préqualifié                    |        |        |
| Npq. | 32 | Enrico Bertaggia      | Coloni-Ford           |       | Non préqualifié                    |        |        |

### Pole position et record du tour
- Pole position :  Ayrton Senna (McLaren-Honda) en 1 min 16 s 665 (vitesse moyenne : 177,500 km/h)[2].
- Meilleur tour en course :  Satoru Nakajima (Lotus-Judd) en 1 min 38 s 480 au 64e tour (vitesse moyenne : 138,180 km/h)[3].

### Tours en tête
- Ayrton Senna (McLaren-Honda) : 13 tours (1-13) ;
- Thierry Boutsen (Williams-Renault) : 53 tours (14-70)[4].

## Statistiques
- 1ers points pour Emanuele Pirro.
- 1er et unique record du tour pour Satoru Nakajima.
- 50e départ d'un Grand Prix pour Ivan Capelli.
- Andrea De Cesaris a réalisé deux tête-à-queue dans le même virage à deux tours consécutifs dus aux mauvaises conditions météorologiques.
- La course a été arrêtée après un accident dans le premier tour, puis le départ a ensuite été redonné avec la distance originelle. La course sera toutefois arrêtée au bout de deux heures avec seulement 70 tours parcourus.